# Cuglieri
Cuglieri (sardinski: Cùllieri) je grad i općina (comune) u pokrajini Oristanu u regiji Sardiniji, Italija. Nalazi se na nadmorskoj visini od 479 metara i ima 2 671 stanovnika.
 Prostire se na 120,54 km². Gustoća naseljenosti je 22 st/km².
Susjedne općine su: Narbolia, Santu Lussurgiu, Scano di Montiferro, Seneghe, Sennariolo i Tresnuraghes.